# Куле, Брюно
Брюно́ Куле́ (фр. Bruno Coulais; родился 13 января 1954) — французский композитор, широко известный своей музыкой к фильмам. Куле родился в Париже; его отец родом из Вандеи, а его мать — иракская еврейка.

## Биография
Своё музыкальное образование Куле начал с обучения игре на скрипке и фортепьяно, намереваясь стать композитором и писать современную музыку классического направления. Тем не менее, череда определенных знакомств склонила его к работе над музыкой для телевидения и кинематографа. Большое влияние на Куле оказал режиссёр Франсуа Рейшенбах, попросивший его в 1977 году написать музыку к своему новому документальному фильму «Mexico Magico». Первым полнометражным фильмом, к которому Куле написал музыкальное сопровождение, стала картина 1986 года «Секрет женщины» («La femme secrète», реж. Себастьен Гралль). Вплоть до конца 1990-х годов композитор писал музыку преимущественно для телевидения.
Поворотным моментом его творческой биографии можно назвать 1996 год, когда он начал работать с режиссёрами Клодом Нуридзани и Мари Перену над документальным фильмом о мире насекомых «Микрокосмос», в котором музыке отводилась самая что ни на есть значительная роль. Фильм принес создателям большой успех (а также 5 премий Сезар, в том числе и за лучшую музыку) и сделал Куле одним из самых востребованных кино-композиторов Франции. Его позиции только укрепились после удачной работы над саундтреками к документальным фильмам «Гималаи», «Птицы», «Генезис», и теперь имя Брюно Кулэ можно увидеть в титрах к популярным французским фильмам, таким как «Багровые реки», «Видок», «Белфегор — призрак Лувра», «Однажды в Марселе», «Брис Великолепный», «Тайные агенты», а также телесериалу «Проклятые короли» и многим другим.
В 2004 году он пишет музыку к фильму Кристофа Барратье «Хористы», которая принесла ему мировую известность и очередную премию Сезар (уже третью в копилке композитора). С тех пор работа Куле над музыкой для кинематографа в основном ограничивается сотрудничеством с режиссёрами, с которыми у него уже имеется опыт совместного творчества. Куле также заявил, что хотел бы немного отойти от написания саундтреков и сконцентрировать свою творческую деятельность на работе над детскими операми, а также в новых музыкальных жанрах (например, сотрудничестве с французским рэпером Эхнатоном).
В 2005 он написал и сдирижировал свою постановку Stabat Mater в Аббатстве Сен-Дени при участии барабанщика и певца Soft Machine Роберта Уайетта, с которым он часто сотрудничает и который оказал на него сильное влияние в молодости.
Среди последних значительных работ композитора — музыка к мультфильму по сказке Нила Геймана «Коралина».
Стиль музыки Брюно Куле может изрядно колебаться от проекта к проекту, однако некоторые составляющие его почерка остаются неизменными: страсть к опере и вокалу (особенно — детскому), а также постоянный поиск оригинального звучания и вытекающее из него смешение различных музыкальных культур.
Бруно Куле женат, отец двоих сыновей.

## Фильмография
- Qui trop embrasse, 1986, реж. Jacques Davila
- Родственные связи (Lien de parenté), 1986
- Секрет женщины (La Femme secrète), 1986, реж. Себастьен Гралль
- Bel ragazzo, 1986
- Adieu Christine, 1989
- Zanzibar, 1988, реж. Кристина Паскаль
- La campagne de Cicéron, 1990, реж. Jacques Davila
- Baie des Anges connection, 1990
- Le Lien du sang, 1990
- Le jour des rois, 1991, реж. Marie-Claude Treilhou
- Piège pour femme seule, 1991
- Peinture fraîche, 1991
- Les équilibristes, 1992, реж. Nico Papatakis
- Odyssée bidon, 1992
- Возвращение Казановы, 1992, реж. Эдуард Ниерманс
- И маленький принц сказал, 1992, реж. Кристина Паскаль
- Старая каналья, 1992, реж. Gérard Jourd’hui
- La Place du père, 1992
- Siméon, 1992
- Ma soeur, mon amour, 1992
- Der Grüne Heinrich, 1993
- Алис Невер (Le Juge est une femme), 1993
- Сын акулы (Le fils du requin), 1992, реж. Agnes Merlet
- Бегство от правосудия (Flight from Justice), 1993
- Cognacq-Jay, 1994
- Mort d’un gardien de la paix, 1994
- Nuiteux, Les, 1994
- La colline aux mille enfants, 1994
- L’Ange et le génie — Correspondances Paris-Berlin, 1994
- 3000 scénarios contre un virus, 1994
- Le Blanc à lunettes, 1995
- Un si bel orage, 1995
- Des mots qui déchirent, 1995
- L’Enfant des rues, 1995
- Техника супружеской измены (Adultère mode d’emploi), 1995, реж. Кристина Паскаль
- Река надежды (La Rivière Espérance), 1995
- Le Nid tombé de l’oiseau, 1995
- Embrasse-moi vite!, 1995
- Victor et François, 1995
- Waati, 1995, реж. Souleymane Cissé
- Сердце мишени (Coeur de cible), 1996
- Шесть классиков (Sixième classique), 1996
- Une fille à papas, 1996
- Микрокосмос, 1996, реж. Клод Нуридзани
- L’Orange de Noël, 1996
- J’ai rendez-vous avec vous, 1996
- Vice vertu et vice versa, 1996
- Узы сердца (Liens du coeur, Les), 1996
- Кавалер Пардайон (Pardaillan), 1997
- La famille Sapajou, 1997, реж. Elisabeth Rappeneau
- Jeunesse, 1997
- L’Amour dans le désordre, 1997
- Les Héritiers, 1997
- Сгоревшие в раю (Flammen im Paradies), 1997
- Le Dernier été, 1997
- Mireille et Vincent, 1997
- La Mère de nos enfants, 1997
- Victor, 1997
- Дикие игры (Combat de fauves ), 1997
- Дон Жуан, 1997, реж. Жак Вебер
- Серийная любовница(Serial Lover), 1997, реж. James Huth
- Уже мёртв, 1997, реж. Olivier Dahan
- Préférence, 1997, реж. Gregoire Delacourt
- Gaetan et Rachel en toute innocence, 1997, реж. Suzy Cohen
- Граф Монте-Кристо,1998, реж. Жозе Дайан
- L’Enfant des terres blondes, 1998
- Любимая тёща, 1998, реж. Габриэль Агийон
- Гималаи (Himalaya — l’enfance d’un chef), 1999
- Бальзак, 1999, реж. Жозе Дайан
- Состояние паники (La Débandade), 1999, реж. Клод Берри
- Un dérangement considérable, 1999
- Потерянный Ангел (Das Mädchen aus der Fremde), 1999
- Выходи за меня, 1999, реж. Harriet Marin
- Место преступления, 1999, реж. Frédéric Schoendoerffer
- Распутник, 1999, реж. Габриэль Агийон
- Однажды во Франции, 2000, реж. Kamel Saleh и Akhenaton
- Jacqueline dans ma vitrine, 2000
- Спасти Харрисона (Harrison’s Flowers), 2000, реж. Elie Chouraqui
- Багровые реки (The Crimson Rivers), 2000, реж. Матьё Кассовиц
- Le Blanc et le rouge, 2000
- Любовь, 2000, реж. Jean-Francois Richet
- Белфегор — призрак Лувра, 2000, реж. Jean-Paul Salomé
- Билет в один конец, 2000, реж. Laurent Heynemann
- Видок, 2000, реж. Жан-Кристоф «Питоф» Комар
- Zaide, un petit air de vengeance, 2001, реж. Жозе Дайан
- Origine océan quatre milliards d’annees sous les mers, 2001, реж. Gérald Calderon
- Мальчик, который хотел быть медведем, 2001, реж. Jannick Astrup
- Птицы, 2001, фильм Жака Перрена
- Les Tombales, 2002
- Птицы — фильм о фильме (Le peuple migrateur — Le making of), 2002
- Генезис, 2002, реж. Claude Nuridsany и Marie Pérennou
- Тайные агенты, 2003, реж. Frédéric Schoendoerffer
- Трудные родители (Les Parents terribles), 2003
- Toute une histoire, 2003
- Миледи, 2004, реж. Жозе Дайан
- Хористы, 2004, реж. Кристоф Барратье
- Просто друзья, 2004, реж. Eric Toledano
- Брис Великолепный, 2004, реж. James Huth
- Однажды в апреле, 2005, реж. Рауль Пек
- Проклятые короли, 2005, реж. Жозе Дайан
- Gaspard le bиit, 2006, реж. Benoît Jacquot
- La Planète Blanche, 2006, реж. Thierry Piantanida и Thierry Ragobert
- Бандиты (2007), реж. Frédéric Schoendoerffer
- René Bousquet ou Le grand arrangement, 2007
- Чёртов мобильник (Hellphone), 2007
- Макс и его компания (Max & Co), 2007
- Ulzhan (Улжан), 2007
- Второе дыхание (2007), реж. Alain Corneau
- Le septième juré, 2008
- Женщины-агенты (2008), реж. Jean-Paul Salomé
- Однажды в Марселе (2008), реж. Olivier Marchal
- Living in Emergency: Stories of Doctors Without Borders (2008), реж. Mark N. Hopkins
- La mort n’oublie personne, 2008
- Агата Клери (Agathe Clér), 2008
- Тайна Келлс (The Secret of Kells) (2009), реж. Томм Мур
- Коралина в Стране Кошмаров (2009), реж. Генри Селик
- Villa Amalia, 2009
- Un homme d’honneur, 2009
- Счастливчик Люк (Lucky Luke), 2009
- Океаны (Océans), 2009
- Малыши (Babies); 2010
- Прощай, моя королева (Les adieux à la reine), 2012
- Любовь с препятствиями (Un bonheur n’arrive jamais seul); 2012
- Песнь моря (Song of the sea) (2014), реж. Томм Мур
- Легенда о волках (WolfWalkers) (2020), реж. Томм Мур

## Признание
- Премия Лучший европейский композитор (2004).